# Cefalometria
La cefalometria és la mesura del cap humà per imatge, tradicionalment per radiografia, amb aplicació en odontologia i obstetrícia.